# Joachim Hess (musicus)
Joachim Hess (Leeuwarden, gedoopt 28 september 1732 – Zeist, 27 december 1819) was een Nederlands organist, orgelbouwer en musicograaf op het gebied van orgels.
Hij werd op 28 september 1732 binnen de Evangelische Lutherse Gemeente gedoopt door vader kleermaker Johan Ludewig/Lodewig/Ludwig Hess en moeder Ette Margaretha Adrians. Joachim zou vier keer huwen: Christiana Friederika Muller, de redelijk gefortuneerde Catharina Schouten (samen kochten ze Westhaven 30), Susanna van Bommel en Hedwig Sundstrom, die laatste twee uit het Herrnhuttersgemeenschap.
Hess kreeg in 1749 een benoeming tot organist van de Lutherse Kerk in Gouda. In het seizoen 1753/1754 bekleedde hij die functie in de Hervormde Kerk in Maassluis. Daarna keerde hij terug naar Gouda, waar hij zowel organist als beiaardier werd van de Sint-Janskerk aldaar. Hij haalde vlak na zijn terugkeer zijn broer Hendrik Hermanus Hess over om naar Gouda te komen, die broer zou orgels bouwen in de omgeving van Gouda, maar werd bekend door zijn huisorgels. Joachim Hess werd leider van het Collegium Musica in Gouda (nam daar in 1786 afscheid van), verzorgde uitvoeringen en keurde orgels en beiaards. Hess solliciteerde in 1778 naar de vacature van organist/beiaarddier van de Dom te Utrecht, maar trok zich terug toen de stad Gouda zijn gage verhoogde en hij de gemeenschap van de Herrnhutters in Gouda niet wilde verlaten.
Van hem verscheen ook een aantal didactische boekwerken op orgelgebied:
- Korte en eenvoudige handleyding tot het leeren van ’t clavecimbel- of orgel-spel (1766, kende meerdere herdrukken)
- Luister van het orgel (1772, dat ook nog in de 20e eeuw herdrukt werd)
- Dispositiën der merkwaardigste kerkorgelen (1774, idem)
- Over de vereischten in eenen organist (1807).

Hess werd sterk beïnvloed (liet zich bekeren) door de Hernhütters, bij welke gemeenschap hij zich in de nadagen van zijn leven aansloot. Die gemeenschap had in het Broederhuis een voorname vestiging in Zeist.
In de 21e eeuw is de naam Joachim Hess vooral bekend als regisseur van de kinderserie Heidi.
- Biblioteca Nacional de España: XX5309386
- Digitale Bibliotheek voor de Nederlandse Letteren: hess046
- Gemeinsame Normdatei: 139280502
- International Standard Name Identifier: 0000 0000 7128 104X
- Library of Congress Control Number: n2006022085
- Nederlandse Thesaurus van Auteursnamen: 069364737
- Système universitaire de documentation: 200579630
- Virtual International Authority File: 5139055
- WorldCat: E39PBJkMM6XTxpbyWTXj7tjpyd